# Municipio de Jackson (condado de Monroe, Arkansas)
El municipio de Jackson (en inglés: Jackson Township) es un municipio ubicado en el condado de Monroe en el estado estadounidense de Arkansas. En el año 2010 tenía una población de 121 habitantes y una densidad poblacional de 0,76 personas por km².

## Geografía
El municipio de Jackson se encuentra ubicado en las coordenadas 34°31′23″N 91°10′58″O / 34.52306, -91.18278. Según la Oficina del Censo de los Estados Unidos, el municipio tiene una superficie total de 158.94 km², de la cual 154,53 km² corresponden a tierra firme y (2,78 %) 4,41 km² es agua.

## Demografía
Según el censo de 2010, había 121 personas residiendo en el municipio de Jackson. La densidad de población era de 0,76 hab./km². De los 121 habitantes, el municipio de Jackson estaba compuesto por el 92,56 % blancos, el 7,44 % eran afroamericanos. Del total de la población el 0 % eran hispanos o latinos de cualquier raza.